# Vulkanpalme

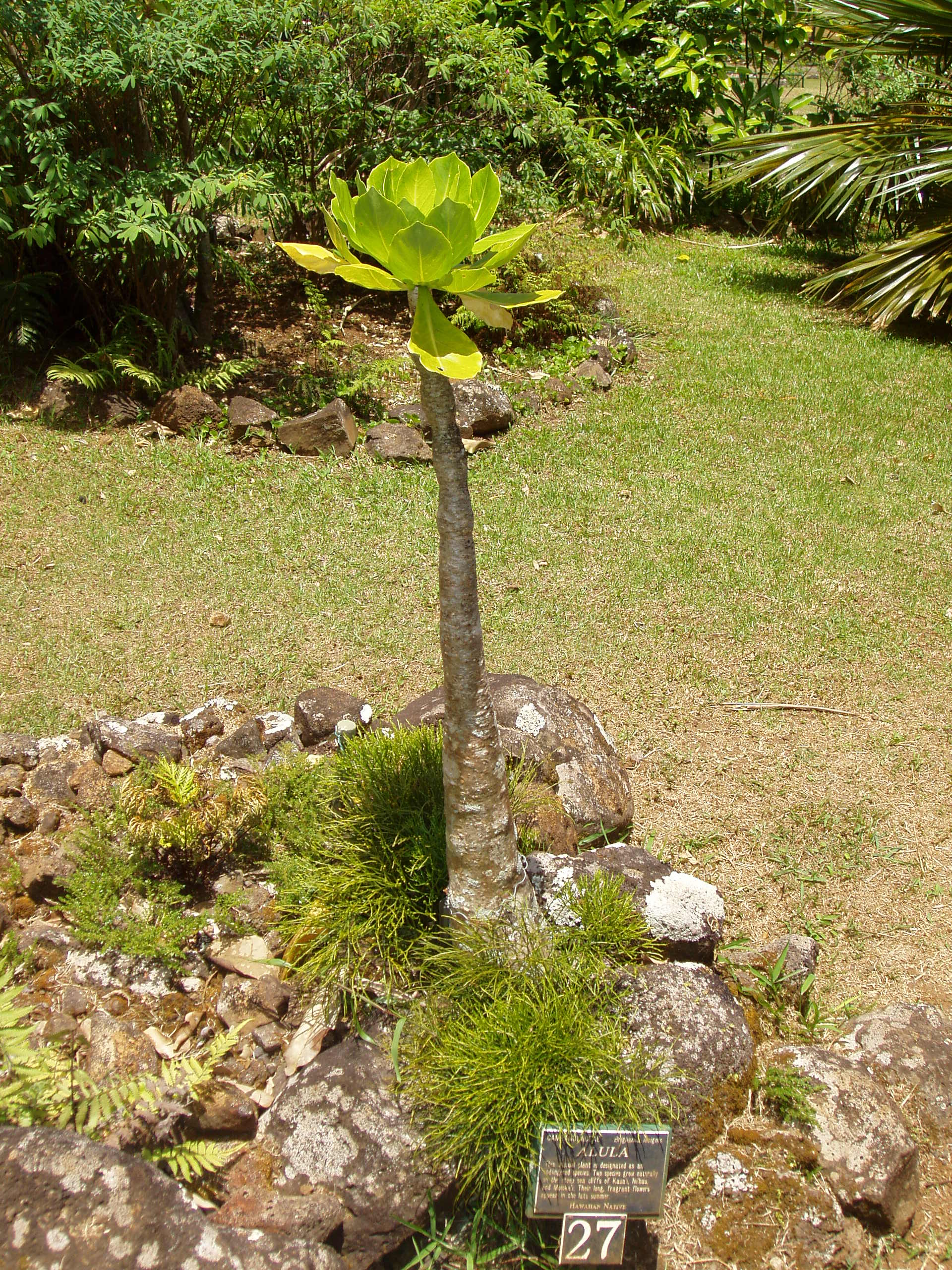
Wuchsform

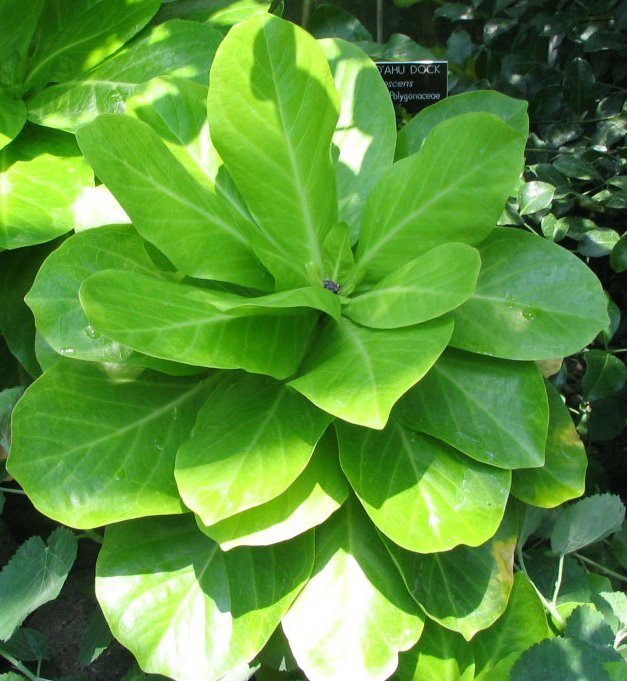
Blätter

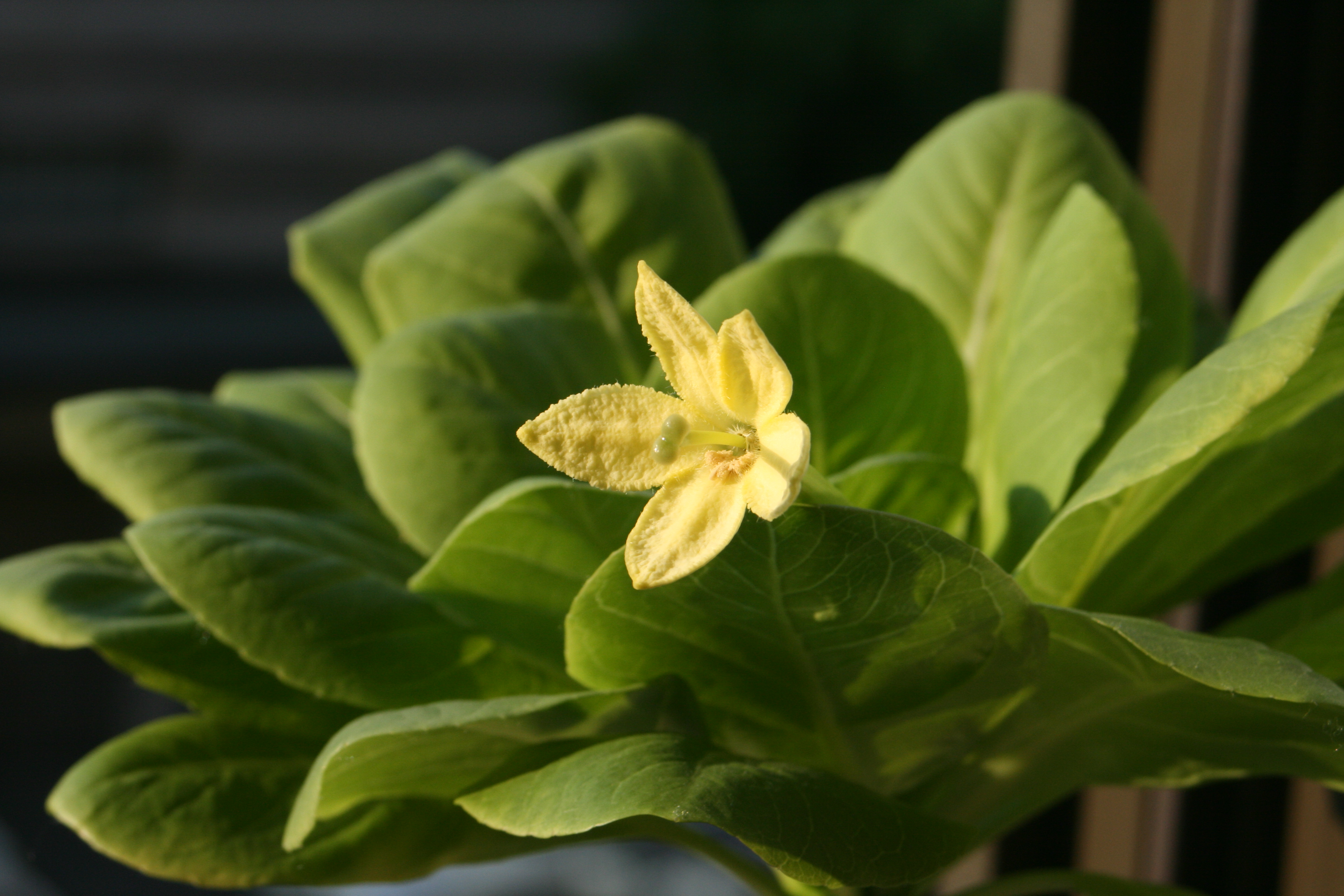
Blüte

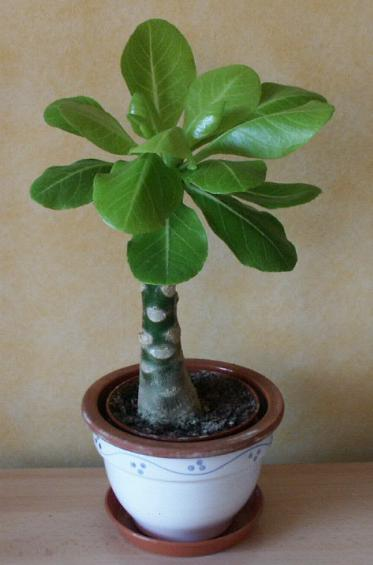
Brighamia insignis als Topfpflanze

Die Vulkanpalme (Brighamia insignis), auch Hawaiipalme, ist eine Pflanzenart aus der Gattung Brighamia innerhalb der Familie der Glockenblumengewächse (Campanulaceae). Sie ist endemisch auf einigen Inseln von Hawaii und gehört wildwachsend zu den vom Aussterben bedrohten Arten. Der Gattungsname ehrt den amerikanischen Geologen, Botaniker und Ethnologen William Tufts Brigham (1841–1926).

## Namensgebung

### Wissenschaftlicher Name
Die Gattung Brighamia erhielt ihren botanischen Namen zu Ehren des US-amerikanischen Botanikers William Tufts Brigham, eines Entdeckers und Sammlers von hawaiischen Pflanzen.
Das lateinische Artepitheton insignis bedeutet ‚ausgezeichnet‘, ‚bemerkenswert‘, ‚kennzeichnend‘.

### Trivialnamen
Den jeweils ersten Teil ihrer deutschen Trivialnamen, „Vulkan~“ bzw. „Hawaii~“, verdankt Brighamia insignis ihrem endemischen Vorkommen auf den Inseln Hawaiis, bei denen es sich bekanntermaßen um Vulkaninseln handelt. Der zweite Wortteil „~palme“ stammt lediglich von ihrer Palmen sehr ähnlichen Morphologie bzw. Wuchsform, ist also insofern irreführend, als dass es sich bei Brighamia insignis nicht um eine Pflanze aus der Familie der Palmengewächse bzw. der Ordnung der Palmenartigen handelt (siehe Systematik).
Ihr Trivialname lautet im angelsächsischen Sprachraum „ʻŌlulu“ oder „Alula“ (hawaiisch(!)); sie wird dort umgangssprachlich aber auch „cabbage on a stick“ (engl.; ‚Kohlkopf auf einem Stock‘) genannt, was sich (wie „~palme“ im Deutschen) ebenfalls vom äußeren Erscheinungsbild der Pflanze ableitet.
Als Zierpflanze trägt Brighamia insignis bisweilen auch den (englischsprachigen) Namen „Hawaiian Palm“, ohne jedoch dass dies im angelsächsischen Raum ein regulärer oder gebräuchlicher (Trivial-)Name für die Pflanze wäre.

## Beschreibung
Brighamia insignis ist eine laubwerfende, nur selten verzweigende Stammsukkulente. Der weichfleischige, Milchsaft enthaltende Stamm steht aufrecht und erreicht Wuchshöhen von 1 bis 3 (bis 5) Metern. Seine Rinde ist glatt, anfangs grün, dann grau und von den Narben abgeworfener Blätter bedeckt. Während der Vegetationszeit sind die dünnen, nicht sukkulenten Laubblätter in einer Rosette am Scheitel des Stammes ausgebreitet. Sie sind verkehrt eiförmig, etwa 12 bis 30 cm lang, 6 bis 12 cm breit und hellgrün.
Brighamia insignis ist protandrisch, also vormännlich. Die etwa 10 cm langen Blütenstände mit vier bis sieben Blüten erscheinen seitenständig aus den Blattachseln. Die zwittrigen, stieltellerförmigen Blüten mit doppelter Blütenhülle öffnen sich nachts. Es sind fünf 1 bis 6 mm lange Kelchblätter vorhanden. Die fünf Kronblätter sind röhrig verwachsen mit einer sehr langen bis etwa 13 cm langen, röhrigen, rippigen Kronröhre, sie weist einen Durchmesser von 3 bis 4 mm auf. Ihre ausgebreiteten, gekerbten bis zerschlitzten Zipfel sind weiß bis gelb und etwa 1,8 bis 2,5 × 1 cm groß. Die zuerst reifenden, knapp eingeschlossenen, fünf Staubfäden mit zottig behaarten Antheren sind zu einer Röhre verwachsen. Nach ihrem Welken reift der weibliche Teil der Blüte mit unterständigem, zweikammerigem Fruchtknoten mit sehr langem Griffel und großer, gelappter Narbe. Die längliche, etwa 14 × 10 mm große, zehnrippige Kapselfrucht teilt sich bei Reife der Länge nach in vier Teile. Ihre zahlreichen, blassen Samen sind etwa 1 mm groß.
Die Chromosomenzahl beträgt 2n = 28.

## Ökologie
In der Natur findet die Bestäubung durch Nachtfalter mit sehr langen, in die immerhin 13 cm tiefen Blüten reichenden Saugrüsseln statt. Da ein Bestäuber auf der Insel Molokai anscheinend fehlt und möglicherweise ausgestorben ist, ging die Anzahl von Pflanzen der dortigen Lokalform dramatisch zurück. Zur Rettung dieser Lokalform werden die Pflanzen nun von Hand bestäubt. Dabei wurde durch unsachliche und eher tendenziöse Berichterstattung der inzwischen weit verbreitete Eindruck erweckt, die komplette Art wäre durch den Ausfall eines Bestäubers vom Aussterben bedroht. Tatsächlich gilt die Art wegen ihrer natürlicherweise kleinen und verstreuten Populationen als gefährdet.

## Verbreitung und Systematik
Brighamia insignis wächst endemisch nur auf zwei Inseln Hawaiis, Niʻihau und Kauaʻi. Sie bildet dort kleine Populationen auf Basaltklippen in Meeresnähe. Wegen der Bildung mehrerer lokaler Typen, die sich leicht in Blüten und Samen unterscheiden, wurden in der Vergangenheit mehrere Arten und Varietäten (wie z. B. Brighamia rockii H.St.John) beschrieben, die aber nach G.D. Rowley als Synonyme anzusehen sind. Die Gattung Brighamia wäre dann monotypisch. Nach R. Govaerts wird aber Brighamia rockii H.St.John als eigenständige Art anerkannt. Brighamia rockii kommt nur auf den hawaiischen Inseln Molokaʻi, Maui und vielleicht auch Lānaʻi vor.
Nach R. Govaerts sind Synonyme von Brighamia insignis A.Gray: Brighamia citrina (C.N.Forbes & Lydgate) H.St.John, Brighamia citrina var. napoliensis H.St.John und Brighamia insignis f. citrina C.N.Forbes & Lydgate.

## Kultivierung
Außer in Sukkulenten-Gärtnereien wird Brighamia insignis manchmal auch im Pflanzenhandel angeboten. Es handelte sich hierbei früher fast ausschließlich um Importware, also nicht um in Mitteleuropa herangezogene Pflanzen, denn in Kultur stellen sie sich bald als schwierig heraus und wachsen bei umgekehrtem Rhythmus im Winter, während sie im Sommer eine Ruhezeit einhalten. Zudem sind sie anfällig für Fäulnis und viele Schädlinge. Die heutzutage in Gärtnereien angebotenen Exemplare stammen nicht mehr aus Wildbeständen, sondern werden durch Meristemkultur (in vitro) vermehrt, sowohl außerhalb wie innerhalb von Mitteleuropa (z. B. in den Niederlanden).